# 查尔斯·格拉泽
查尔斯·L·格拉泽（英語：Charles Louis Glaser，1954年—）是一位美国國際關係學家，专攻守勢現實主義和核威懾理論，主要作品有《国际政治的理性理论：竞争与合作的逻辑》（Rational Theory of International Politics: The Logic of Competition and Cooperation）等。